# Mach mit, mach’s nach, mach’s besser
Mach mit, mach’s nach, mach’s besser war eine einstündige Fernsehsendung des DFF in der DDR. Von 1964 bis 1991 wurden insgesamt 333 Ausgaben, meist am Sonntag um 10 Uhr, ausgestrahlt.
Das Konzept der Sendung bestand aus sportlichen Wettbewerben, welche zwischen den Mannschaften aus mehreren Schulen in einer Sporthalle ausgetragen wurden, zu besonderen Anlässen auch als größere Freiluftveranstaltung, z. B. anlässlich von Pioniertreffen. Die Wettbewerbe waren Laufspiele, die Elemente wie Schlängellauf, Ballwerfen, das Überwinden von Hindernissen und anderes enthielten und als Staffel ausgetragen wurden. Die Sendereihe war als Turnier aufgebaut. Die Siegermannschaft kam eine Runde weiter. Die Gesamtsiegermannschaft, die alle zwei Jahre ermittelt wurde, erhielt einen Wanderpokal des Nationalen Olympischen Komitees der DDR. Moderiert wurde die Sendung von Gerhard Adolph, der nur unter seinem Spitznamen Adi auftrat. Von 1988 bis 1989 trat Nadine Krüger als Assistentin auf.
Die Sendung wurde auch in der Sowjetunion (unter dem Titel „Делай с нами, делай, как мы, делай лучше нас!“) ausgestrahlt.